# Flagge des Senegal
Die Flagge des Senegal wurde am 20. August 1960 offiziell eingeführt.

## Bedeutung

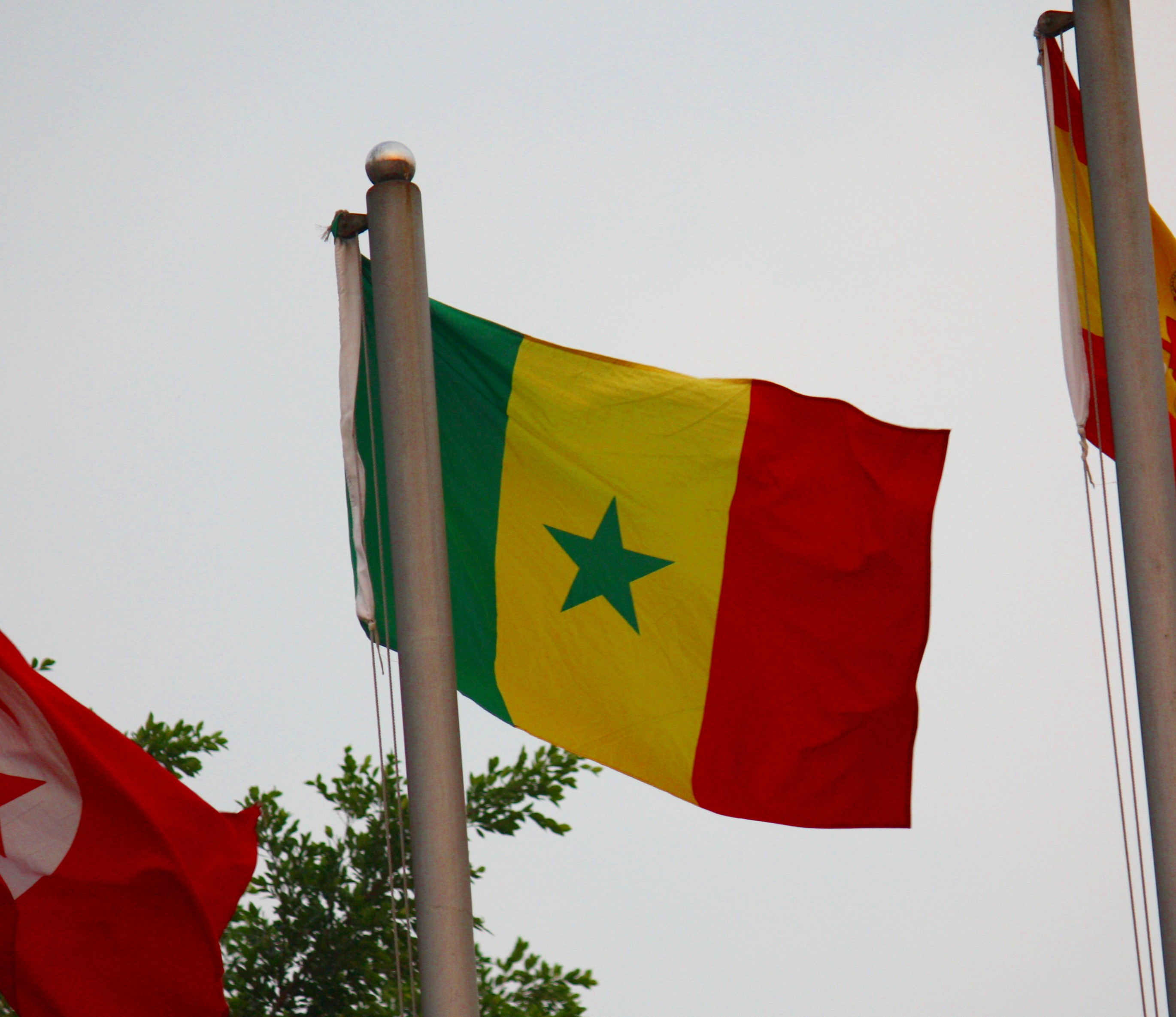
Wehende Nationalflagge des Senegal

Rot erinnert an den Unabhängigkeitskampf, steht für das vergossene Blut der Kolonialzeit und bezeichnet den Sozialismus. Gelb steht für blühende Landschaften und gilt als Zeichen des Reichtums, der aus der gemeinsamen Arbeit erwächst. Grün drückt die Hoffnung auf eine gute Zukunft und Fortschritt aus und steht zugleich für die größten drei Religionsgruppen des Staates (Muslime, Christen, Traditionalisten).

## Geschichte
Die Nationalflagge stammt aus einer Zeit, als Senegal und Französisch-Sudan Anfang 1959 die so genannte Mali-Föderation bildeten. Im gelben Streifen war zu dieser Zeit eine stilisierte schwarze Menschenfigur, das Kanaga-Symbol. Als Senegal aus dieser Föderation ausstieg, und Republik wurde, ersetzte man den Menschen durch einen grünen Freiheitsstern. Mali führt noch heute als seine Nationalflagge die Trikolore ohne Symbole im gelben Streifen. Die Streifenflagge ist offensichtlich von der französischen Trikolore inspiriert und drückt durch die Panafrikanischen Farben die Verbundenheit mit Ghana und Guinea aus, deren Flaggen die Farben der Trikolore anders anordnen. Die Farben der Flagge kamen jedoch schon in den senegalesischen Parteiflaggen vor.

Flagge Senegals vor der Unabhängigkeit
ca. 2:3  Flagge der Mali-Föderation 1959–1960